# 料理偶像角色列表
料理偶像角色列表是NHK教育頻道所播放的料理節目《料理偶像》動畫版部分所出現登場的虛擬角色的介紹一覽。

## 主要角色
- 柊舞

配音員：日：福原遙／台：林美秀
故事主角，11歲新人偶像，最早為「三星才藝社」旗下的藝人，後來轉投靠「四葉製作公司」。在「新進偶像競賽」東京地區B組中獲得準優勝而因此加入三星藝能事務所、經過半年的訓練而得以出道並且參加歌唱節目。但因為歌詞唱錯而被禁止以後參加歌唱節目、但也因此被拔擢為料理節目《料理偶像》的主持人。
由於身為冒險家之父與漫画家之母的孩子、而多少受到他們的影響。
雖然被卡卡認為她是料理的救世主、但當初本人卻缺少這份使命感、直到接受妖精領袖的訓練後、才努力要用料理讓大家得到幸福。
當遇到困境或機會時會擺出姿勢然後進入「幻想世界」(也有連姿勢都沒擺出來就直接進入幻想世界的時候)並且因此能想出各種料理的點子。2010年度成為全国草莓協會的代言人・草莓天使、所以同時以料理偶像和草莓天使的身分工作著。
由於有著毫不懷疑人，就算是要進行料理對決也不會在意的大方性格、就算是美佳不斷妨礙他也對她毫不懷疑，而被認為是「可靠的藝人前輩」及「好朋友」。雖然有點天然呆、但無論面對什麼困境都能輕鬆跨越。
- 卡卡

配音員：日：小林晃子／台：雷碧文
來自外太空的神祕組織「NPO」的特使，長相像一隻企鵝。
為了解決地球上逐漸枯竭的糧食問題，他奉命前往地球，並且幫助能看見他的小舞而為小舞的左右手。而且在小舞的明星魅力和影響力下，努力要完成自己的使命。在還未降落到人間前，被妖精領袖說過「你要下去，還早個一百年呢!」的話、可見本人的實力還不夠充足。後來從妖精之泉中誤掉下人間、所以把那時妖精領袖丟下去的「人間界百科全書」隨身攜帶著。對於人間的知識與料理食譜都常依賴著那份百科全書。會有當陷入困境時，會大喊著「大事不妙～啦!」、等到安然通過時「安全通過了…」、緊張時「真是讓人緊張」、當事情順利時「真是超級幸運」「うまハッピー!」等將兩句話結合在一起的感嘆詞。
能夠看到小舞幻想的場景、而且還能體會到小舞所煮的菜的滋味。由於只有小舞才看得到他、所以使用任何道具時都會像是道具自己動起來一般。擁有撞到人或物的描寫，另外還能被拍進相片中。
由於他的聲音只有小舞才能聽見、所以人家看到他和小舞對話時，會以為小舞在自言自語。
第一人稱是「俺」。小舞也把他看作「男孩子」、所以與荳荳和美佳一起開睡衣派對時還把她趕出去。
背後背著一根桿麵棍、但是沒有說過理由而且也不能借給小舞（55話）。
69話中、當他使用柊修從國外帶回來天秤時、呈現1磅的重量、所以能知道他體重一磅（453.59g）。
69話中、卡卡還說如果自己被搭檔以外的人知道的話就要回去妖精之國的話。
143話中、由於被橫島知道自己的存在而遭他綁架。因此讓小舞為了救他而對爸爸‧修說出真相、讓修因此知道他的存在。
148話的料理偶像闖三關的比賽後，原本要與從搭檔身分畢業的小舞分離、但因為妖精領袖的放手而又可以再一起。

## 電視台人員
- 大林

配音員：日：松山鷹志／台：林士程
電視節目《料理偶像》的製作人。但名字不明、但突然在打悠莉社長的手機時、報上了「末吉」的名字。經常會不當地浪費費用造成食材不足、更改攝影日或突然地變更節目內容和料理。不過也有照預計內容拍攝節目的時候（87話「暴けトリック!迷探偵とくまる」での犯人）。
會將日語與擬聲詞以獨特的順序混合在一起（而且也不照日語的文法）來說話、但是只有小林助理才聽得懂。週圍的人只能聽得懂日語的部分、所以當小林遲到時、就由小舞以猜迷節目的形式從他片段的日語中猜出他的意思來交談。
常擺出姿勢並且跳著舞來講話。平常稱小舞是「小舞舞」、稱小林是「小林弟弟」。
雖然用日語講話但卻未照日語的文法講、但在書寫時就能寫出連小舞也可以看得懂的日文內容（88話「さよなら大林プロデューサー!?」（再見大林製作人！？）中寫的信）。另外在妖精搭檔畢業考中（2011年3月放送）由於魔法的關係而能講出正常的日語。
- 小林

配音員：日：豐永利行／台：何志威
電視節目《料理偶像》的助理導播。是少數幾個能聽懂大林製作人講什麼的人、並且也負責把節目內容告訴或翻譯給小舞。雖然老是處在營養不良及饑餓狀態、但如果等他吃飽時、就會回復成面貌不輸給男藝人而被人稱為AD王子的帥哥、不過也很快就回復原狀。

## 小舞的家人
- 柊美惠子（柊みえこ）

配音員：日：佐久間玲／台：吳貴竹
小舞的母親，30歲，職業為少女漫畫家。、在叫作「少女動向」的雜誌上連載漫畫。筆名與本名一樣。在接近截稿時會相當集中、而有無視一切，就算是小舞也一樣的情形。雖然平常會做家事、在忙碌或懶得買東西時，會作出像食譜一樣的平常料理，可是等到安定時卻會作出很奇特的料理。相當愛自己的老公、也會經常感嘆老公老是不回家。平常時的模樣是頭髮散亂，戴著眼鏡並且穿著一件袍子、給人一副懶散的感覺、但等到有客人來或老公回家時、卻可以變身成給人爽朗感覺而就像小舞一樣的美人。與老公‧修，是在他畫「玻璃騎士」而到巴黎取材時相識。年輕時，與修的約會中、因為感到不好意思而總是點便宜的紅茶和草莓果醬麵包、長久下來而被認為最喜歡吃草莓果醬麵包。
- 柊修

配音員：日：關俊彥／台：何志威
小舞的父親，32歲，職業為探險家。經常在世界各地旅行而很少回家。冒險的目的是要找到未確認生物UMA及雪男等生物、所以擁有特製的UMA探查機。當要回家時、也會以跳傘方式直接朝家裡著陸。經常寄明信片回家。當回來時、還會作自己知道的料理。
作為UMA研究家、曾在喜瑪拉雅山找到雪人、尼斯湖找到水怪、洛磯山脈找到大腳、日本找到槌之子。

## 三星才藝社
- 悠莉

配音員：日：橫山智佐／台：李明幸
「三星才藝社」的社長，28歲，同時擔任小舞的經紀人與專車司機。除了經營事務所外，也有經營訓練学校・三星音樂学校，還開闢一座家庭菜園、在作為前社長的父親過世後，為了減少人事費用，也負責料理工作。雖然經費不足，所以當知道小舞成為節目的主持人後，不惜成本立刻將公司用的車子改裝成宣傳車。當失戀時則會大吃特吃一番。
最後於2011年結婚並跟隨丈夫在海外發展事業，並解散三星才藝社。
- 道草美佳（道草みちか）

配音員：日：出野泉花／台：吳貴竹
三星才藝社旗下藝人，11歲。從嬰兒時就以童星身分出道。因此本人經常自稱「有10年的演藝經歷」。代表作是6歲時演出的《彩虹妹妹》。就連那時候得到的粉絲信和為她所作的商品也保留到現在，而且還會拿出來炫耀一番。
現在也依然有演出作品、2011年3月時，擁有晴天娃娃及「道草美佳的北風小美女」（冬季限定單元。打扮成像是風之又三郎一樣而在極寒地中出外景。從2009年度開始並且從2010年度秋季展開活動）等在天氣預報內的演出單元、雖然為小舞的活躍而著急、但在當地商店街的紅蘿蔔王子與公主的表演會中完成與安野新一起出場的心願。其他還與小舞搭檔一起唱《ハッピーレシピ》並且在活動與節目中表演。另外在三星藝能事務所解散後，開始考慮要創造「開花的櫻花女孩」「事先到了夏天的亞馬遜女戰士美佳」等新角色。
初期時很敵視小舞、並且數次妨礙她、但另一方面，也會在小舞失落時予以鼓勵而展現出友好的一面。在選秀會上再次遇到小舞時正式宣佈小舞是她的對手、並且也努力阻止妨礙小舞的POP。
稱自己的爺爺時藏（声：宮澤正）為「爺」。由於老家是在做木工。所以當她沉靜時能夠將蛋糕上作壞的部分用奶油刀修好、作出和人類大小一樣的巧克力雕刻等發揮家傳本領的時候。然後雖然用右手使用道具、但在棒球比賽投球時卻是左投。小舞稱她為「小美」。當初次遇到天王寺蘭子時就和她產生衝突、之後在東西料理偶像對決中也2度挑戰天王寺蘭子、當時的蘭子還稱她為「雜魚」。
- 安野新（やすのしん）

配音員：日：入野自由／台：何志威
三星才藝社旗下藝人，13歲，為小舞的前輩。事務所中的美少年。現在和種植果園（蘋果）的雙親分開住。在學校中因為演出戲劇獲得掌聲而因此希望成為演員、現在在「あつあつ姫」「ひばりヒルズ国際学園」等戲劇中演出。雖然本人想要正經地演出一部戲劇、但卻經常被導演要求要擺出一副爽朗的笑容。似乎很怕吃紅蘿蔔、但卻在美佳的邀請下而一起擔任紅蘿蔔王子與公主表演會的演出，喜歡小舞。另外2010年也參加當地商店街主辦的相撲大賽並且獲得優勝。小舞曰「想要守護大家的三星事務所的各位的領袖」。當要入戲時，會對自己暗示「我是演員、我是・・」，然後大叫一聲「來了～！」而因此入戲的習慣。由於會有為了服裝及不明白角色心情而產生苦惱的時候、就連新加入的劇團導演也說他太過固執。2011年中順利得到「宇宙英雄 仙女座」的特攝節目的主角位置。
- 優作

配音員：日：田中冴樹／台：李明幸
「三星音樂學院」少年課程的學生。有著「搞什麼呀!?」的口頭禪(來自於名演員松田優作主演的《向太陽怒吼!》中，所扮演的刑警殉職所說的名台詞)、平常講話時的語尾也會加上「～就是這樣!」。與雪野和優茱一起想要變成像小舞那樣的明星。
- 雪野

配音員：日：諸星堇／台：吳貴竹
三星音樂學院少年課程的學生，年齡不明，但是班上最年長的一位。稱小舞叫「小舞姊姊」。當肚子餓時很容易悲傷。在附近有一位叫作小智（声：山口愛）的朋友。然後也由他一手負責整理三星事務所的練習室、幫社長室的花瓶換水、打掃玄關、摘花園裡的花等工作。
- 優茉

配音員：日：飯野茉優／台：雷碧文
三星音樂學院的少年課程的學生，喜歡做點心。很憧憬小舞。是登場角色中最矮的人、雖然年紀尚小。但當週圍的人在耍呆、會進行短而有力的吐嘈。一度和蟋蟀托托合作、和後來蟋蟀托托發現自己的不成熟後而與她道別。之後為了與他再度相遇而努力作料理。
在料理島上進行的「料理偶像闖三關」中、與蟋蟀庫庫一起成為最後的對手、由於想要作出主題為「快樂的料理」而陷入混亂。但在接受小舞的建議後、用自己的力量作出「花朵法式鹹派」而注意到「料理的樂趣」。因此與蟋蟀庫庫正式成為一對搭檔。也在這時遇見了食物妖精之母。
- 後藤卡門（カルメン後藤）

配音員：日：太田哲治／台：何志威
三星音樂學院舞蹈教師。自稱「追求究極的愛的火燄舞者」。經常叼著薔薇、講著較為女性化的言語。另外也擅長作木工。
- 德元

配音員：日：堀田勝／台：林士程
三星才藝社旗下藝人。是和尚的兒子、小舞曰「是學院派的實力派」。留著平頭並且有一對粗眉毛、瞳孔則是呈現十字型的光輝。就連工作也都是像拍味噌的廣告或抓耙子的商品代言人等不顯眼的工作。仰慕者以師奶最多、就連自己所辦的演歌演唱會也都是邀請這些人來捧場、因此還對小舞說出「因為我是師奶偶像呀」。本人雖然希望演出偶像劇、卻老是無法入選。是三胞胎的長男、弟弟分別叫大元（にくまる）、福元（ふくまる）。在三星藝能事務所解散後、自願成為海山田龜次郎的弟子並且通過考試、而過著辛勞的生活。
- 天野聖華（あまのせいか）

配音員：日：笠原弘子／台：雷碧文
三星音樂學院教師，曾為人氣偶像，亦為小舞仰慕的對象。現在則是三個兒子的母親。擅長作馬鈴薯燉肉、也教小舞怎麼作。在每年的聖誕節時都會在豪華客船上為自己的歌迷舉行演唱會、不過她的孩子們對母親在聖誕夜不在有點不滿。
無論是事務所或其他以外的人都一樣叫她的名字。令人意外，也是個擁有怪力的的人。
- 樹奈子／台譯：荳荳（きなこ）

配音員：日：若山詩音／台：李明幸
安野新老家附近的牧場主女兒。留著一頭像是櫻桃小丸子的髮型、而且講話帶有地方腔調。養著一支叫作花子的牛、人畜之間的關係非常好，甚至還有花子跑去東京找荳荳的時候。
由於與安野新的老家是鄰居、因此雙方有指腹為婚的事情、而讓她因此成為安野新的未婚妻。擁有講話要清清楚楚的個性、所以還因此指責過大林製作人。
因為憧憬驗電視上活躍的小舞、所以來造訪三星藝能事務所長找她時、被悠莉看見她搞笑的本領而要把她吸收自己的手下中、但很快就被父親帶走。48話開始、為了成為偶像（但其實是暫時騙父親說要成為安野的新娘）而每週一次搭新幹線前往東京接受訓練。在東京時就住在小舞家。被小舞稱作「小荳荳」。另外還有騎著花子朝小舞那邊飛奔過去以及阻止美佳的暴走行動等運動神經優異的表現。最愛吃炸醬麺。
嗅覚敏銳、現在則活用這個特性而成為「食材偶像」、並且負責主持介紹全国各地食材的節目。

## 小舞的朋友
- 姬小路麗雅（姫小路レイア）

配音員：日：宮本佳那子／台：李明幸
父親是一位導演，而母親是知名影星的超級童星(則是對姫川亞弓的戲仿)。。外觀為留著一頭亮麗金髮，眼眸散發出十字型光芒的美女。從拍節目等要以藝人身分出席時、會穿著藍色洋裝、在頭上綁著鳥型毛絨玩具出來、但在結束時會只綁著藍色領帶而放下頭法。在《廚房女王》中、穿著白色和藍色交加的洋裝與圍裙。有兩位分別叫作順（声：金田アキ）與寧寧（声：鮭延未可）的助手。也替小舞為她用抓娃娃機抓到的毛絨玩具取名叫作「わんざえもん」。
性格是堂堂正正、而不喜歡卑鄙的行為、當助手跑去妨礙小舞時，還親自過去道歉。與小舞對決時、還在短時間內進行不為人知的特訓來提升自己的料理實力，也有相當努力的性格。不過還不習慣在街上與人打招呼以及和一般人接觸。
在演出「新進明星嘉年華」的節目時，在電視台上遇到美佳、由於全身散發的明星魅力還因壓倒美佳。這時也向小舞曉諭作為專業明星應該有的姿態。雖然曾有讓小舞在新人偶像選秀會贏得優勝、自己贏得第二名的經歷，不過小舞本人卻是記不起有這件事。
2010年度中擔任料理節目《廚房女王》的主持人。在節目的最後還會說出一句「我的料理就是罪過」作為固定台詞。在《廚房女王》中，所收錄的觀摩中，還突然與小舞一起作菜。與小舞的對決中，因為拿到平手的結果而動搖、後來發現原來小舞是以「想要看到吃的人的笑臉」來作料理而知道自己與小舞的不同後、認輸並且將小舞視為自己永遠的對手。
對決後、為了讓自己的料理也能替大家帶來笑容而到巴黎留學。聖誕節時，暫時回国並且住在小舞的家中而有一段快樂的料理體驗（這是蕾雅第一次進入朋友家）。之後與燕子史瓦洛成為搭檔。
- 安琪

配音員：日：松元環季（2009年度）→宮本侑芽（2010年度）／台：雷碧文
《料理偶像》的登場來賓，來自義大利。想要奪取《料理偶像》的主持棒。雖然有受過舞蹈訓練、但卻沒有任何與料理有關的基礎知識、向小舞挑戰料理對決時遇到被小舞教怎麼做菜的困境。再來日本時，與小舞到淺草參觀而知道了龜甲糖的存在。那時以來賓身分登場。之後與青蛙洛洛成為搭檔、而能夠看到食材妖精的存在。
- 卡布麗拉（ガブリエッラ）

配音員：日：並木法子
安琪的母親，自營義式料理店。與安琪一起來到日本、並且幫忙加油。為了讓自己的餐廳擁有日式風格的設計而又再來到日本。
- 天王寺蘭子（天王寺蘭子）

配音員：日：中津真莉子／台：李明幸
來自大阪的章魚燒廚藝家。
- 麗麗

配音員：日：三澤紗千香／台：李明幸
來自長崎的中華料理店店長的女兒。與小舞相遇的當時，被父親不許她煮菜、但由於她那份想要讓大家快樂的心情被父親注意到而認可她能煮菜。之後與妖精琥珀成為搭檔。
2011年度與家族一起到九州時，在熊本遇到小舞並且與她一起行動。
- 健一

配音員：日：本城雄太郎
壽司店店主的兒子。偶然間遇到小舞並且因此成為好友、然後對於多次相遇的小舞也有好感。小舞稱他為「小健」。
只要是聊到壽司的話題就會像沉醉一般地滔滔不絕。
以健一為主的集數中，其標題都以「前略、」開始、而像戲劇前略おふくろ様男主角萩原健一一樣、然後隨著健一開始敘事而開始播放而因此成為慣例。
- 玄奇

配音員：日：上別府仁資
健一的父親，壽司店店主。

## 演藝圈相關人物
- 海山田龜次郎（海山田亀次郎）

配音員：日：小村哲生／台：林士程
具有五十年演歌經歷的資深藝人。是個想法獨特而沉默寡言的人、會講出像是成語的話語、然後都由週遭的人負責補充其意義。
是寫出作中所唱的歌《快樂方法》的人。
由於會演出自己主演的舞台劇、所以在自己的家中地下室搭建時代劇及西部劇的舞台。喜歡吃蕎麥麵。
人物原型可能來自於名演歌歌手北島三郎
- 申酉禮子（申酉礼子）

配音員：日：高乃麗／台：雷碧文
《申酉禮子的正經八百料理教室》的主持人。:料理界的意見主導者、對於不認真的人會相當嚴格。在自己的節目開始前，會先來一段「服裝的凌亂會變成身心的凌亂、從廚房開始用料理來改造社會」的台詞、每當來賓表現不正經時，就會嚴厲地批評，並且說出「好好地重做一次」的台詞。當小舞成為來賓時、由於她睡過頭讓頭髮亂翹和作菜失敗而在小舞的幫忙下安然渡過、因此特別寫信好好感謝她。在料理島的決戰中也擔任裁判之一。
- 雪克隊長（キャプテン シェイク）

配音員：日：星野卓也
電視節目《料理偶像》2010~2011年版的串場主持人，角色設定來自於真人版料理實作單元。
- 大衛·席克哈特（デビッド・シルクハット）

配音員：日：細見大輔
來自美國的知名實境秀製作人。

## 四葉製作公司
- 小雛

配音員：日：辻口由奈
「四葉製作公司」所屬的幼年藝人，五歲。憧憬小舞也非常喜歡作菜的女孩子。由於吃過小雛親手作的飯糰而產生點子的大林製作人、因此讓她與小舞一起主持料理偶像。不知為何能看到妖精的存在。有個從製作法式甜點轉而變成製作和菓子出身巴黎的法國人父親皮耶爾（声：前田剛）與日本人母親和歌子（声：水野理紗）而為兩人所生的混血兒。老家則是叫作「菓子司 飛榮留」的和菓子店、據小舞所言，店的外型並不像是一般的和菓子店。
- 桃子

配音員：日：金井美樹
偶像團體「POP」中的一人、也是團體領袖。與柳橙和木瓜企圖奪得料理偶像的主持位置。164話中用作的菜讓大林製作人離開、並且讓木瓜所假扮成的大林製作人指定他為新的料理偶像、不過偶然被成為AD王子的小林所阻止而無法成功。
- 柳橙

配音員：日：宇山玲加
偶像團體「POP」中的一人。語尾會加上「～だし」。擅長發明。稱桃子為「桃子大人」、和桃子講話時會用敬語。
- 木瓜

配音員：日：金元壽子
偶像團體「POP」中的一人。語尾會加上「～っす」。由於很貪吃而老是在吃零食、說過「食物是不會騙人的」。因此在有東西吃時，會無視桃子的命令。當與POP的同伴擺姿勢時、常會搞錯。
與桃子和柳橙作為前輩，常常是最會作出問題行動的人、有個弟弟滿五郎（声：篠原麻李）並且非常疼愛他，弟弟也相當尊敬他。
上述三者為偶像團體「POP（Peach, Orange, Papaya）」的成員。
- 畑山

配音員：日：岩崎征實
「四葉製作公司」的總經紀人。經常稱呼四葉為「名門四葉」、很重視時間而且欺善怕惡。老是使用與ど根性ガエル的町田老師很像的「支撐名門四葉25年」台詞。長得很像骨川小夫、戴著紅邊眼鏡並且留著鬍子、繫著橘色的大蝴蝶結而且穿著七分褲、講話語尾總是會帶著「ざんす」。另外也是個怕燙的人。
- 總管

配音員：日：廣瀨正志
四葉製作公司的總管，主掌公司內的雜務。個性溫柔，經常給與失意的小舞很多建議。與四葉製作公司社長的聲音很像，但關係不明。
- 小O

配音員：日：石橋美佳
總管飼養的鸚鵡。

## 妖精NPO
- 妖精首領（妖精リーダー）

配音員：日：松本忍／台：何志威
妖精NPO的領導人。本名皮卡。
個性嚴厲、突然要進行小舞是否可作為搭檔的考試而被說「太過份了」、因此讓他遭到誤解而動搖，於是給了小舞第二次考試的機會。在卡卡的「人間界百科全書」更新時將舊版帶回去，而把新版忘在他那邊。考試過後，則是承認小舞與卡卡的友情。
過去曾與悠莉社長父親的好友的一位老婆婆（声：杉山佳壽子）在她是孩子時、擔任她的搭檔。
- 蜥蜴查查（リザード）

配音員：日：前田剛／台：林士程
卡卡的前輩、妖精NPO的精英。對料理相當嚴格而且也常常手拿著計算機、對於各項事情會用計算機來計算。與賣便當的快餐車老闆（声：下崎紘史）是搭檔，後來透過小舞與卡卡，發現自己太過嚴格讓自己的搭檔因此作不出愉快的料理而有自我反省。卡卡曰「聽他說教起碼要一個半小時以上」。
- 蟋蟀庫庫（クリケット）

配音員：日：佐久間玲／台：吳貴竹
卡卡的後輩、妖精NPO中的小妖精。隨便從妖精之國中離開。喜歡惡作劇、可以變成任何東西（不過變身後會留下兩隻觸角）、變身後的樣子，就算是其他人也能看得見。哭聲常被搞錯成騷靈現象。由於長優優得像是妖精NPO所用的教科書中出現的女孩子、把她認為是「命運之子」，而在第一次看到她時就希望能讓她擔任自己的搭檔。
在料理島上與小舞進行料理對決後、與優優正式成為搭檔並且以後一起行動。。
- 食物妖精之母（マザースプリング）

配音員：日：島本須美／台：李明幸
妖精的生命泉源。當小舞與卡卡為了料理吵架時、將小舞叫來妖精之國並且讓她在回到地上前，與卡卡和好。
- 聖甲蟲貝貝（スカラベ）

配音員：日：柳原哲也／台：何志威
天王寺蘭子的夥。從妖精之国的泉水中觀看小舞與蘭子的對決時，為了成為蘭子的幫手而跳入泉水中。操關西腔。身體顏色為黃色。
- 琥珀芭芭（アンバー）

配音員：日：平田繪里子／台：吳貴竹
麗麗的夥伴。當認同麗麗能作夠作菜的那一晚、從空中來到參加小舞與美佳所開的演唱會的麗麗身邊。身體顏色就像名字一樣是琥珀色。在熊本中因為與小舞和卡卡相遇、讓他與卡卡一起被橫島探險隊抓住、最後被小舞與麗麗所救。
- 青蛙洛洛（フロッグ）

配音員：日：樋口智惠子／台：李明幸
安琪的夥伴。因為不夠成熟而被安琪討厭而陷入將要拆夥的危機、不過在小舞的介入下而和解。身體顏色是綠色、語尾會加上「KERO」。
- 燕子史瓦洛（スワロー）

配音員：日：木村良平／台：林士程
食物妖精之一。卡卡的前輩。個性相當紳士、所以讓他把小舞當成公主一樣對待。雖然實力高超，但因為個性古怪而沒有找人來搭檔、曾從卡卡那邊奪得成為小舞搭檔的位置。之後成為蕾雅的搭檔。稱呼兩人為「公主殿下」。身體顏色是黑灰色。

## 邪惡精靈
- 奇拉奇拉（キラキラ）

配音員：日：市道真央
- 瑪茲瑪茲（マズマズ）

配音員：日：松野太紀
- 曼曼

配音員：日：寺崎裕香

## 其他人物
- 肉肉兄弟（肉肉ブラザース）

配音員：日：堂坂晃三／台：林士程
自營肉店，蓄著一臉落腮鬍。身體也相當強壯、在町內棒球大会中與豬排丼店和烤肉屋組成一隊、並且在決賽時打倒三星藝能隊而獲得優勝。在小舞要來幫忙商店街時、肉屋則是交由德元幫忙。然後也有販賣炸魚和炸蔬菜。肉肉兄弟的長兄在町内相撲大賽第1回戰中，雖然擊倒前次比賽的霸者卡門後藤、但在決賽中則是輸給安野新。
- 水果店店長（果物屋店主）

配音員：日：堂坂晃三：／台：林士程
在三葉商店街中與妻子（声：長濱滿里子／台：雷碧文）打著水果店的招牌在作生意。在小舞他們幫忙時、告訴她水果成熟好吃的時間、而在看到小舞的努力後、讓店長因此完全成為小舞的支持者。在小舞成為草莓天使的第一個宣傳活動也是從水果店開始。
- 蔬菜店店長（八百屋店主）

配音員：日：下崎紡史／台：何志威
在三葉商店街中，在水果店旁邊打著蔬菜店的招牌在作生意的蔬菜店。與水果店店長是兄弟、但從小就關係很差、總是一直吵架。不過在小舞成為草莓天使而在商店街中工作時、與水果店店長進行草莓知識的比賽、後來透過小舞的料理而和好。然後在悠莉買蘿蔔時、也讓她在這個蔬菜店中遇到所喜歡的春彥（声：高坂篤志）。
- 橫鳥

配音員：日：落合弘治／台：林士程
另外一位與柊修（小舞父親）齊名的探險家，組成一隻叫作橫島探險隊的隊伍，視柊修為勁敵。
由於助手橫島（声：長）發明的「發現妖精雷達」而將卡卡綁架起來、並且準備要向全世界發表妖精的存在、但透過柊修的幫助而救出。
之後依然不放棄要抓到妖精、在熊本抓到卡卡和琥珀、不過在麗麗的追蹤與柊修的幫助下再度救回。
- 姬野

配音員：日：酒井香奈子
2010年小舞全國旅行期間，於愛媛遇見的少女，為橘子果園主人的女兒。